# Šapšalský hřbet
Šapšalský hřbet (rusky Шапшальский хребет) nebo jen Šapšal (rusky Шапшал) je horský hřbet na hranici Altajské republiky a Tuvy. Mezi Šapšalským hřbetem (3507 m), na který na východě již navazuje Západní Sajan, a hřbetem Čulyšmanským je situována rozlehlá Čulyšmanská plošina.

## Fyziografická charakteristika
Na severu, na horním toku řeky Malý Abakan, hraničí s hřebeny Sajany a na jihu se spojují s hřebenem Cahan-Šibetu. Od východu se k Šapšalskému hřbetu přimyká množství menších horských výběžků. Jdou jak severojižním směrem po poledníku (Kozer, Mojnalyk a jiné), tak i po rovnoběžce (Tyrvangoj, Mozur-Tajga, Vysokij).
Hřeben se skládá hlavně z krystalických břidlic. Na svazích hřebenu dominuje horská tundra. V údolích některých řek se nacházejí modřínové lesy. Na východním svahu hřebene pramení řeka Chemčik a její četné přítoky. Největší z nich jsou Alaš, Šui a Čoon-chem. Na západním svahu tečou pravé přítoky Čulyšmanu, a to Sajgonyš, Uzun-ojuk, Oin-oru nebo Tutu-ojuk. Na ploše rajónu je známo 27 ledovců o celkové ploše cca 11 km². Pohoří má délku 130 km a jeho maximální výška je 3 507 m.